# خیدو فن در خارده
خیدو فن در خارده (هلندی: Giedo van der Garde؛ زادهٔ ۲۵ آوریل ۱۹۸۵) اتومبیل‌ران فرمول ۱ اهل هلند است، وی در سال ۲۰۱۳ در مسابقات فرمول یک شرکت کرده‌است.